# Герб Каменского муниципального округа

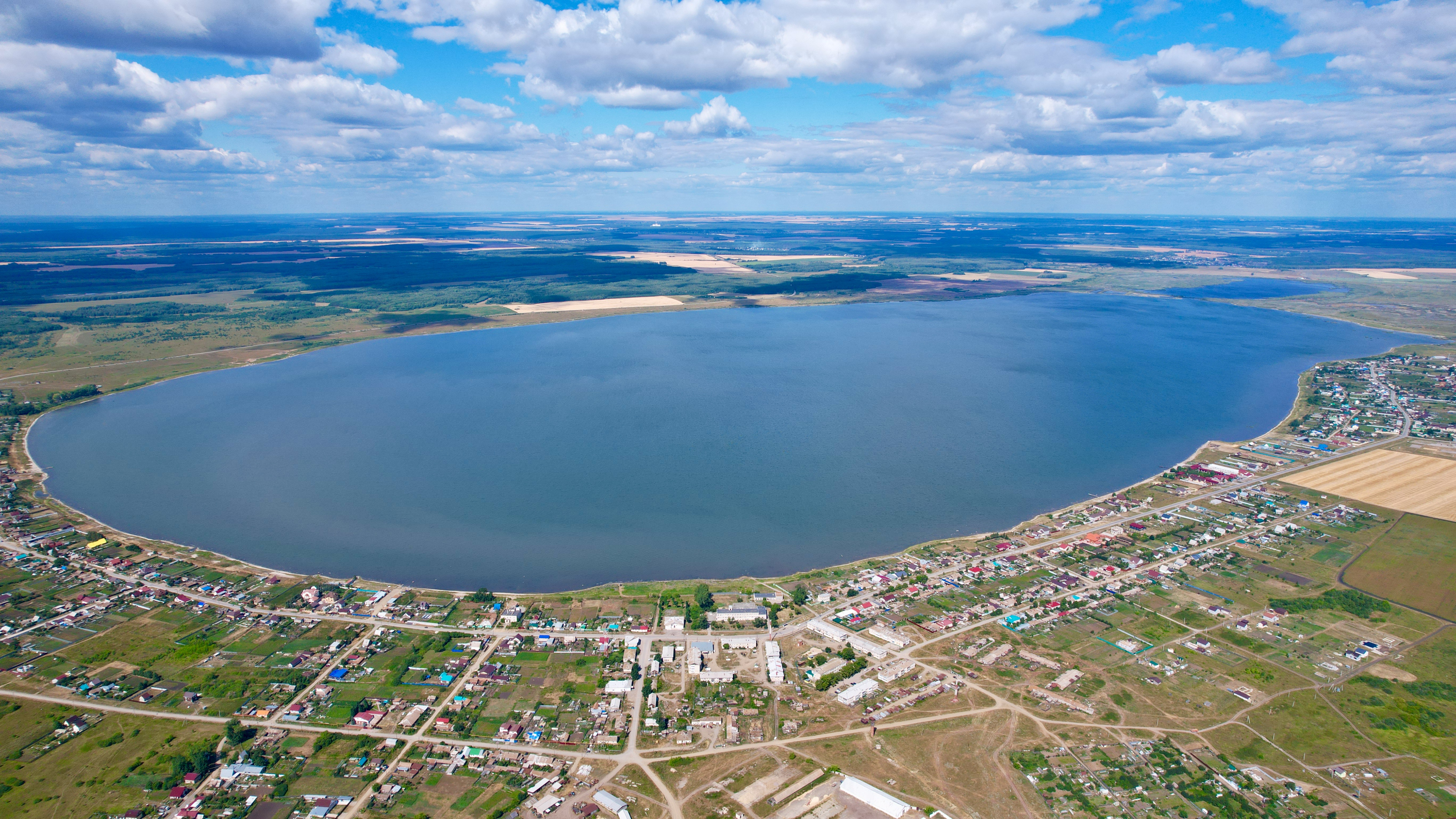
Большой Сунгуль - одно из солёных озёр округа.

Герб Ка́менского городского округа — основной опознавательно-правовой знак Каменского муниципального округа Свердловской области Российской Федерации (наряду с флагом), составленный и употребляемый в соответствии с правилами геральдики, служащий официальным символом городского округа как муниципального образования, а также символом единства его населения, прав и процесса местного самоуправления.
Действующий герб утверждён 3 июля 2003 года решением Каменской районной Думы № 81 и внесён в Государственный геральдический регистр Российской Федерации 3 октября 2003 года под № 1265.

## Описание
Геральдическое описание герба Каменского муниципального округа гласит:

В зелёном поле золотой полый камень, положенный угловатыми выступами в крест, а округлыми косвенно; камень увенчан тремя головками колосьев того же металла и переплетён с тройным серебряным пониженным поясом, разделённым пурпуром. Щит увенчан короной установленного образца.— Решение Каменской районной Думы от 17 апреля 2008 года  № 25
В соответствии с «Методическими рекомендациями по разработке и использованию официальных символов муниципальных образований», утверждёнными Геральдическим советом при Президенте РФ, герб Каменского городского округа может воспроизводиться с золотой башенной короной о пяти зубцах. Согласно Положению о гербе и флаге муниципального образования допускается равнозначное использование герба, увенчанного статусной короной, и без короны.

## Символика
Герб Каменского муниципального округа языком символов и аллегорий отражает социально-экономические, природные и иные местные особенности:

Хлебные колосья и зелёный цвет поля олицетворяют природные богатства и сельскохозяйственные угодья, обеспечивающие благосостояние его жителей в прошлом, настоящем и будущем. Серебряный пояс призван символизировать обилие водоёмов, а пурпур — наличие среди них озёр с солёной водой.— «Геральдика Свердловской области»
Герб Каменского муниципального округа является гласным («говорящим»): изображённый в нём золотой камень прямо указывает на название муниципального образования.

## История

Эмблема Каменского района (советский период)

Герб Каменского района был разработан в 2003 году членами Уральской геральдической ассоциации (УрГА) и комиссии по символам Законодательного собрания Свердловской области Валентином Константиновичем Кондюриным и Александром Константиновичем Грефенштейном. За его основу была взята созданная в советское время неофициальная эмблема района, которая включала в себя стилизованные изображения шестерни и трёх колосьев. Авторы проекта применили в гербе аналогичное эмблеме композиционное решение и заимствовали один из использовавшихся в ней элементов — пучок колосьев без выраженных стеблей и листьев, а также дополнили геральдическое содержание герба «условно-геометрическим изображением камня». Последний, в частности, имел не традиционную, округлую форму, а был выполнен в виде «квадрата с полукруглым выступами на каждой из сторон». В отличие, например, от герба Режевского района, где аналогичное изображение символизировало добычу полезных ископаемых, в составе герба Каменского района камень служил «гласной эмблемой» к названию муниципального образования. Ещё один элемент, с которым соотносилась указанная фигура, — волнистый пояс — обозначал местные реки и иные водоёмы.

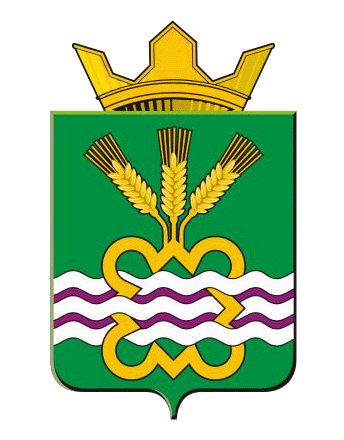
Герб Каменского района (2003 год)

3 июля 2003 года герб Каменского района и составленный на его основе флаг были утверждены депутатами Каменской районной Думы в качестве официальных символов муниципального образования. Согласно принятому Думой решению допускалось использование герба района, увенчанного золотой территориальной короной о трёх зубцах. 3 октября 2003 года герб был внесён в Государственный геральдический регистр Российской Федерации с присвоением регистрационного номера 1265. Уральская геральдическая ассоциация включила его в Регистр официальных символов Свердловской области под номером 86 (по разряду территориальных символов).
17 апреля 2008 года, в связи с преобразованием Каменского района в городской округ, Дума Каменского городского округа внесла изменения в Положение о гербе. В описании последнего фраза «Щит увенчан золотой территориальной короной о трёх зубцах» была заменена на «Щит увенчан короной установленного образца». Кроме того, отдельно оговаривалось воспроизведение герба с короной и без неё. Графическое изображение полного герба также претерпело некоторые изменения: вместо территориальной короны о трёх зубцах в его составе была использована башенная о пяти зубцах, соответствующая статусу городского округа.